# Anisia mucorea
Anisia mucorea är en tvåvingeart som beskrevs av Wulp 1890. Anisia mucorea ingår i släktet Anisia och familjen parasitflugor. Inga underarter finns listade i Catalogue of Life.